# Zirkusblut
Zirkusblut ist ein deutsches Stummfilmdrama aus dem Jahr 1916 von Richard Oswald.

## Handlung
Georg Bertrand ist spielsüchtig. Der Sohn des alten Gutsbesitzers Geierstein hatte gegenüber seinem Vater sein Ehrenwort gebrochen und wurde daraufhin des Elternhauses verwiesen. In seiner Not will der junge Mann Selbstmord begehen. Doch es kommt anders: Georg stößt auf einen Wanderzirkus, dessen Direktor, der Clown Müller, ihn aufnimmt und zum Artisten ausbilden lässt. 
Viele Jahre sind vergangen, Georg hat Alexandra Müller, die Tochter des Direktors, geheiratet und besitzt mit ihr eine Tochter namens Josefine. Die kleine Familie gründet bald eine eigene Zirkusdynastie mit einem eigenen Wanderzirkus, der allerdings um einiges größer ist, als der des Schwiegervaters. Eines Tages besucht Georgs Bruder Wolf diesen Zirkus und erkennt dessen Direktor sofort wieder. Wolf ist völlig überrascht, hat er doch wie der Rest der Geiersteins geglaubt, dass sich Georg einst das Leben nahm.
Wolf bringt Georg dazu, das Zirkusleben wieder aufzugeben und in das alte Leben zurückzukehren. Man erwartet von einem Geierstein, dass er seinen familiären Pflichten nachkommt und mit der Familie auf das Gut zieht. Und so kehrt Georg in sein altes Leben zurück, mit Ehefrau samt Kind und Schwiegervater im Schlepptau. Doch ebenso wie Georg aus seiner Haut nicht herauskommt und sich zu seinen Wurzeln bekennt, sind seine Frau und ihr Vater durch und durch Zirkusleute und beschließen, sich von Georg zu trennen und zum Zirkus zurückzukehren. Lediglich die kleine Josefine, die das Zirkusleben hasst, bleibt beim Vater. Für Alexandra und Vater Müller bedeutet die Rückkehr zum Zirkus den sozialen Niedergang, eines Tages kommt Alexandra bei einem Sturz vom Pferd ums Leben.

## Produktionsnotizen
Der fünfaktige Film passierte im April 1916 die Filmzensur, erhielt Jugendverbot und erlebte am 5. Mai 1916 seine Uraufführung im Berliner Tauentzienpalast. In Österreich-Ungarn lief Zirkusblut am 3. November 1916 an.
Die Bauten schuf Manfred Noa.

## Kritik
Paimann’s Filmlisten resümierte: "Stoff, Spiel, Photos und Szenerie, besonders die mannigfaltigen Zirkusszenen sehr gut".